# Lood(II)oxide
Lood(II)oxide (PbO) (ook: loodglit of goudglit) is een wit kristallijn oxide van lood dat voorkomt als het mineraal litharge. Een ander oxide van lood is loodmenie (Pb3O4) dat uit 2- en 4-waardig lood bestaat. Zoals alle loodverbindingen zijn loodoxiden zeer giftig.

## Toepassingen
De stof wordt gebruikt bij de vulkanisatie van rubber. Verder is het van oudsher een belangrijk bestanddeel van kristalglas. Tegenwoordig worden ook andere toevoegingen hiervoor toegepast.